# Lista de culturas pré-colombianas

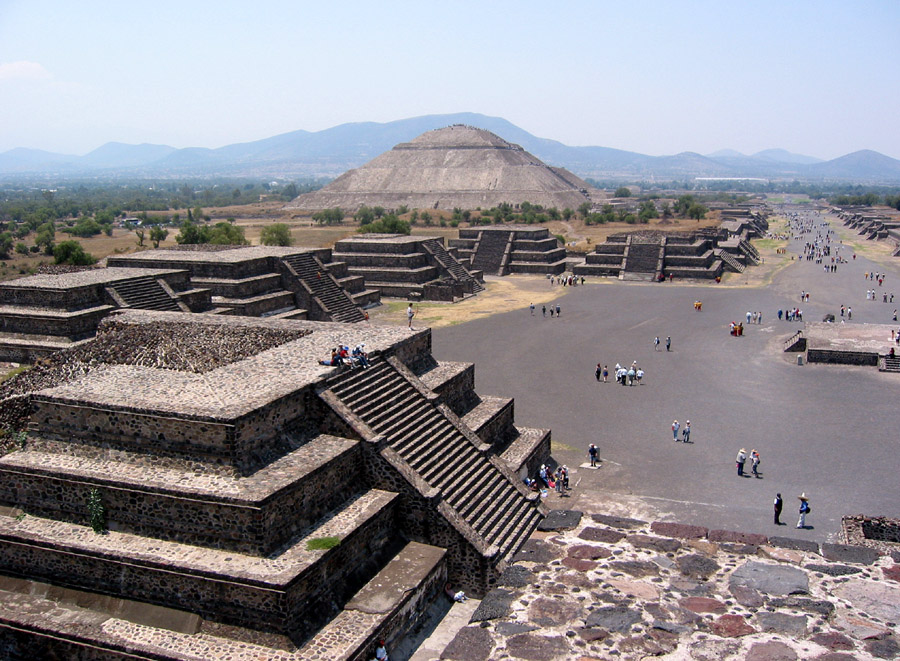
Pirâmide do Sol e Avenida dos Mortos, vista do topo da Pirâmide da Lua, Teotihuacán, México, 100–200 d.C.

Esta lista de culturas pré-colombianas inclui as civilizações e culturas das Américas que floresceram antes da colonização europeia das Américas.

## Características culturais
Muitas civilizações pré-colombianas estabeleceram assentamentos permanentes ou urbanos, agricultura e hierarquias sociais complexas. Na América do Norte, as culturas indígenas no Vale do Baixo Mississippi durante o período arcaico médio construíram complexos de múltiplos montes, com vários na Louisiana datados de 5600–5000 BP (3700 BC–3100 BC). Watson Brake é considerado o complexo de múltiplos montes mais antigo das Américas, pois foi datado de 3500 aC. Ele e outros sítios do Arcaico Médio foram construídos por sociedades pré-cerâmicas de caçadores-coletores. Eles precederam a cultura Poverty Point mais conhecida e seu complexo elaborado por quase 2.000 anos. A tradição de construção de montículos do Vale do Mississippi estendeu-se até o período arcaico tardio, mais longo do que a construção posterior de montículos do sudeste dependente de sociedades agrícolas sedentárias.
Algumas dessas civilizações há muito deixaram de funcionar na época das primeiras chegadas europeias permanentes (c. final do século XV – início do século XVI), e são conhecidas apenas através de investigações arqueológicas ou história oral das nações de hoje. Outros foram contemporâneos a esse período e também são conhecidos a partir de relatos históricos da época. Alguns, como os olmecas, maias, mixtecas e náuatles tinham seus próprios registros escritos. No entanto, a maioria dos europeus da época via esses textos como heréticos e queimava a maioria deles. Apenas alguns documentos foram escondidos e, portanto, permanecem até hoje, deixando os historiadores modernos com vislumbres da cultura e do conhecimento antigos.
De relatos e documentos indígenas americanos e europeus, as civilizações americanas na época do encontro europeu possuíam muitos atributos impressionantes, tendo cidades populosas e desenvolvendo teorias de astronomia e matemática.
Onde elas persistem, as sociedades e culturas que deram origem a essas civilizações continuam a se adaptar e evoluir; eles também mantêm várias tradições e práticas que remetem a esses tempos anteriores, mesmo que combinadas com aquelas adotadas mais recentemente.
O sacrifício humano era uma prática religiosa característica principalmente da civilização asteca pré-colombiana, embora outras civilizações mesoamericanas como a maia e a zapoteca também a praticassem. A extensão da prática é debatida por estudiosos modernos.

## América do Norte
- Paleoamericanos, c.18,000 - 8,000 a.C
  - Clóvis
  - Cultura Folsom
  - Cultura Plana
  - Complexo Cody

- Período Arcaico, 8,000 - 1,000 a.C 
  - Tradição paleoártica, 8000 - 5000 a.C, Alasca e Yukon
  - Watson Brake, e locais de montes do Vale do Mississippi, 3500 a.C.-2800 a.C., Luisiana, Mississippi e Flórida
  - Cultura Poverty Point, 2200 a.C.-700 a.C., Vale do Baixo Mississippi e costa do Golfo circundante.
- Período pós-arcaico, 1000 aC-presente 
  - Arqueologia do sudoeste
    - Adena, 1000-200 a.C, Ohio, Indiana, Virgínia, Kentuky e partes da Pensilvânia e Nova Iorque.
    - Cultura Hopewell, 200 a.C - 500 d.C, sudoeste do Canadá e oeste dos Estados Unidos.
    - Cultura Troyville, 400 - 700 d.C, Luisiana e Mississippi
    - Coles Creek, 700 - 1200 d.C, Arkansas, Luisiana e Mississippi
    - Plum Bayou, 700 - 1200 d.C, Arkansas

- Cultura mississipiana, Centro-oeste, Leste e sudeste dos Estados Unidos 
  - Caborn-Welborn, 1000-1400 d.C, Indiana, Kentucky
  - Caddoan, 1000-1650 d.C, Oeste de Oklahoma, Oeste do Arkansas, Noroeste do Texas, Nordeste de Luisiana.
  - Fort Walton, 1100-1550 d.C, Flórida
  - Leon-Jefferson, 1100-1550 d.C, Flórida
  - Plaquemine, 1200-1700 d.C, Luisiana e Mississippi
  - Upper Mississippian 
    - Fort Ancient, 1000-1650 d.C, Ohio, Kentucky e oeste da Virgínia
    - Oneota, 900-1650 d.C, Lowa, Michigan, Minesota e Missouri

## Caribe
- Ortoiroide, 5500-200 a.C. [2]

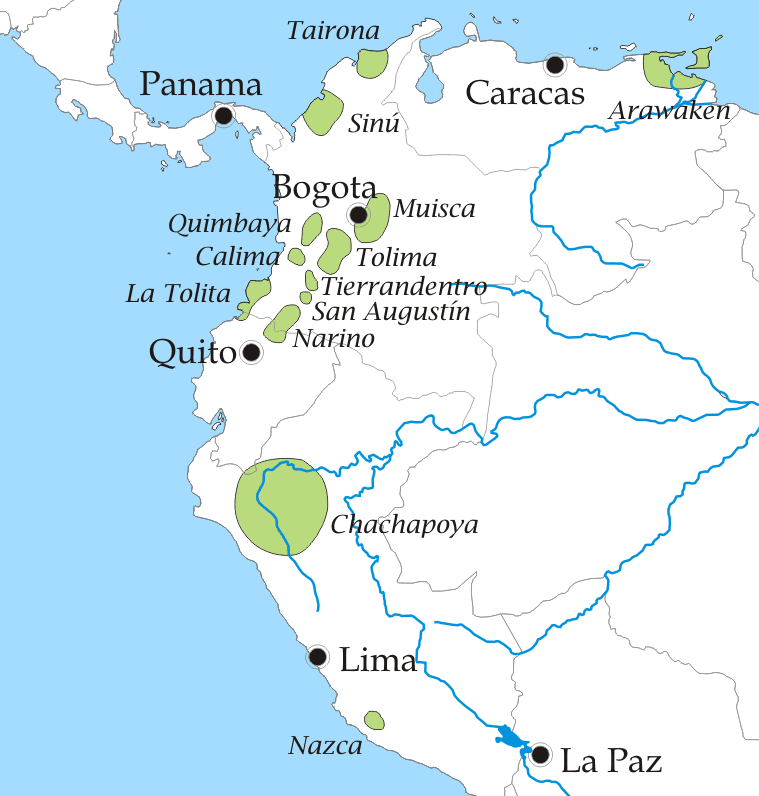
As primeiras culturas sul-americanas

  - Krum Bay, ilhas Virgens, São Tomé, 1500-200 a.C
  - Coroso, Porto Rico, 1000-200 a.C
- Ciboney, Grandes Antilhas, 1000 a.C-200 d.C
  - Guanahatabey, Cuba, 1000 a.C
- Saladoide, 500 a.C-545 d.C
- Ostionoide, 600-1500 d.C
- Aruaques, 500-1500 a.C 
  - Taínos, Antilhas e Guadalupe
  - Lucayans, Grandes Antilhas e Bahamas, 700-1500 a.C, grupo encontrado por Colombo
  - Nepoya e Suppoya, Trindade
  - Igneri, Dominica, 500 d.C, St.Croix, 650 d.C, Porto Rico, 1000 d.C

## Mesoamerica
Em ordem alfabética 
- Astecas, 1321-1525, México central
- Estágio formativo, 2500 a.C - 200 d.C, La Blanca, Ujuxte, Monte Alto Culture, Monkaya
- Huastecas, 1000 a.C - 1500 d.C, Hidalgo, Vera Cruz, San Luis Potosí e Tamaulipas
- Maias, 2600 a.C - 1697, Sul do México; Chiapas, Tabasco, Campeche e Yuacatán; América Central, Guatemala, El Salvador, Belize e Honduras.
- Mixe, 400-presente
- Mixtecos, desconhecido-1600, oeste de Oaxaca
- Olmecas, 1500 a.C - 400 d.C, Vera Cruz e Tabasco
- Purépecha, 1300-1530, Michoacán
- Teotihuacán, 200 a.C-500 d.C, próximo da Cidade do México
- Teochtlan, 300 a.C-500 d.C, Jalisco
- Toltecas, 900-1100 d.C,
- Totonacas, desconhecido-1500, oeste do México
- Cultura dos túmulos de poço, 1530 a.C - 300, Michoacan, Jalisco, Colima e Nayarit
- Zapotecas, 500 a.C -1500 d.C, Oaxaca

## Área Istmo-Colômbia
- Cuevas, ?-1530 d.C, Panamá
- Diquis, 700-1530, Costa Rica

## América do Sul
| Período                 | Anos               | Cultura |
| Cerâmico                | Cerâmico           | Cerâmico |
| ----------------------- | ------------------ | --- |
| Horizonte tardio        | 1476 - 1534 a.C    | Império Inca: Peru, Equador, Colômbia, Bolívia e Chile Brasil: Cambeba Colômbia: Confederação Muísca |
| Intermediário tardio    | 1000 - 1476 a.C    | Bolívia; Nações aimarás Colômbia: Muisca, Nariño, Tairona Equador; Los Huancavilcas, Reino de Quito, Manteño e Nariño Perú: Chimú, Chincha, Cajamarca, Chiribaya, Piura, Chancay, Chachapoyas, Chiribaya, Chucuito, Huaman Huilca, Ilo, Lupaca, Qotu Qotu, Pacacocha, Palli Marca, Piura, Sican, Tajaraca, Huaylas, Conchucos, Huamachuco, Rucanas, Chanka, Ayabaca, Bracamoros, Huancabambas, Tallan cultura, Huarco, Ichma, Parinacota, Cuntis, Chinchaycochas, Huarochiri, Kheswas, Tarmas, Paltas, Camanas |
| Horizonte médio         | 600-1000           | Bolivia: Tiauanaco; Brasil: Cultura Marajoara; Colombia: Cultura Cauca, Herrera, Nariño, Quimbaya, Tairona; Ecuador: Cultura Cañari, Nariño; Perú: Chimú, Huari, Piura |
| Horizonte intermediário | 200-600            | Bolivia: Tiahuanaco; Colombia: Herrera, Quimbaya, San Agustín, Tairona, Tierradentro, Tolima; Ecuador: La Bahía, Cara, Quitu; Perú: Moche, Nazca, Lima, Pechiche, Piura |
| Horizonte inicial       | 200-900            | Colombia: Calima cultura (200 a.C.– 400 d.C), Herrera; Ecuador: Chorrera, La Tolita; Perú: Chavín, Cupisnique, Tarde Chiripa, Paracas, Pechiche, Sechura, Xakse |
| Período inicial         | 1800/1500-900 a.C  | Ecuador: Cotocollao; Machalilla; Perú: Temprano Chiripa, Kotosh, Chavín Toríl (El Cumbe Mayo el acueducto estuvo construido c. 1000 a.C.); Argentina: Tehuelches (?-1820) |
| Pré-cerâmico            |                    | |
| Período VI              | 2500-1800/1500 a.C | Ecuador: Valdivia; Perú: Casma/Sechin cultura, Norte Chico (Caral), Buena Vista, Casavilca, Culebras, Ventarrón, Viscachani, Huaca Prieta; Chinchorro: Perú, Chile; |
| Período V               | 4200-2500 a.C      | Ecuador: Valdivia; Perú: Casma/Sechin cultura, Norte Chico (Caral), Honda, Lauricocha III, Viscachani; Chinchorro: Perú, Chile; |
| Período IV              | 6000-4200 a.C      | Perú: Ambo, Canario, Siches, Lauricocha II, Luz, Toquepala II; Chinchorro: Perú, Chile; |
| Período III             | 8000-6000 a.C      | Ecuador: Las Vega, 8000–4600 a.C.; Perú: Arenal, Chivateros II, Lauricocha I, Playa Chira, Puyenca, Toquepala I; Chinchorro: Perú, Chile; |
| Período II              | 9500-8000 a.C      | Ecuador: El Inga; Perú: Chivateros I, Lauricocha I |
| Período I               | ? a.C-9500 a.C     | Colombia: El Abra, (12,500–10,000 a.C.); Perú: Oquendo, Zona Roja (costa central; Chile y de Argentina: Patagonia. |